# Albert Sauveur
Albert Sauveur (Lovaina, 21 de junho de 1863 — 26 de janeiro de 1939) foi um engenheiro estadunidense nascido na Bélgica.

## Obras
- Metallography and Heat Treatment of Iron and Steel, 1912